# Dubai World
Dubai World (Árabe: دبي العالمية) es un holding que administra y supervisa una cartera de negocios y proyectos para el gobierno de Dubái a través de una amplia gama de proyectos que promuevan Dubái como un centro para el comercio. Está presidido por el jeque Ahmed bin Saeed Al Maktoum.

## Establecimiento
Dubai World se estableció en virtud de un decreto ratificado el 2 de marzo de 2006 por Mohammed bin Rashid Al Maktoum, Vicepresidente y primer ministro de los Emiratos Árabes Unidos y Gobernador de Dubái, quien también posee la participación mayoritaria del Dubai World.

## Problemas de deuda del 2009
Con el inicio de una recesión global, el mercado de bienes raíces de Dubái se redujo después de seis años de prosperidad. El 25 de noviembre del 2009, el gobierno de Dubái anunció que la empresa "tiene la intención de pedir a todos los proveedores de financiación de Dubai World (y su filial Nakheel) extender los vencimientos hasta, por lo menos, el 30 de mayo del 2010. La empresa También se someterá a un proceso de reestructuración con la ayuda de la consultora Deloitte. Varios meses antes, Dubai World tenía US $59 mil millones de deuda, casi las tres cuartas partes de la deuda del emirato (US$80 mil millones de dólares). Esto incluye un préstamo de 3,5 mil millones de dólares que la empresa no puede pagar en su fecha límite de diciembre.
En respuesta a que el gobierno anunció la moratoria de las deudas de Dubai World, tanto Moody's como Standard & Poor's Investors Services, rebajaron en gran medida la deuda de diversas entidades gubernamentales relacionadas con bienes raíces, servicios públicos, operaciones comerciales y materias primas. En el caso de Moody's, la rebaja significa que los organismos afectados perdieron su condición de grado de inversión.
Las bolsas en Estados Unidos cayeron en la tarde del 27 de noviembre, en una sesión de medio día: el Nasdaq cayó 1.73 y el Dow Jones 155 puntos o 1,5%, después del cierre del 25 de noviembre de un máximo de 13 meses al alza.
Los funcionarios de los Emiratos Árabes Unidos intentaron el 1 de diciembre calmar a los inversionistas y al público sobre la crisis de la deuda de Dubai World, la propia empresa dijo que estaba tratando de renegociar sólo $26 mil millones en obligaciones de su desarrollador inmobiliario Nakheel Properties, También dijo que junto a N M Rothschild & Sons ha contratado a Moelis & Company como asesorares. Aun así, los mercados del Golfo Pérsico cayeron con los índices principales disminuyendo en Catar 8%, Dubái 5,6% y en Abu Dhabi un 3,6%.
El 14 de diciembre del 2009, Dubái recibió de Abu Dhabi $10 mil millones en una ayuda sorpresa al Fondo de Respaldo Financiero de Dubái para cumplir diversas obligaciones de deuda de Dubai World. El gobierno de Dubái autorizó el uso de 4.1 mil millones de dólares para pagar las obligaciones (que vencían ese mismo día) de Nakheel Properties.

## Empresas gestionadas
- Dubai Ports World, el operador del tercer puerto más grande del mundo
- Economic Zones World
- Nakheel Properties, conocido por proyectos de desarrollo residencial de bienes tales como Palm Islands, Dubai Waterfront, The World y The Universe Islands
- Dubai Drydocks
- Dubai Maritime City
- Dubai Multi Commodities Centre
- Istithmar World
- Kerzner
- One & Only
- Atlantis, The Palm
- Island Global Yachting
- Limitless
- Leisurecorp
- Inchcape Shipping Services
- Tejari
- Tecnoparque
- P&O Maritime
- Discovery Gardens
- Tamweel